# Sociedades Nacionales de la Cruz Roja y la Media Luna Roja
Las Sociedades Nacionales de la Cruz Roja y la Media Luna Roja son componentes del Movimiento Internacional de la Cruz Roja y de la Media Luna Roja, organismos voluntarios de auxilio que cooperan con las autoridades estatales. Ofrecen servicios de apoyo en rescate de accidentes, emergencias y asistencia a personas afectadas por la guerra.
Las Sociedades Nacionales son auxiliares de las autoridades públicas en sus respectivos países en el ámbito humanitario y no son consideradas instituciones gubernamentales, ni organizaciones no gubernamentales (ONG) independientes.  Ellas trabajan en asociación con las autoridades públicas rigiéndose bajo las leyes nacionales e internacionales de cada país en el que actúan.  

## Relación con el Movimiento Internacional de la Cruz Roja y de la Media Luna Roja
Las Sociedades Nacionales forman parte de Movimiento y en todo momento deberán actuar de forma independiente, imparcial y neutral de acuerdo a los siete Principios  Fundamentales del Movimiento Internacional de la Cruz Roja y Media Luna Roja: Humanidad, Imparcialidad, Neutralidad, Independencia, Voluntariado, Unidad y Universalidad.
El Movimiento Internacional de la Cruz Roja y la Media Luna Roja está integrado por:
- Comité Internacional de la Cruz Roja - CICR
- Federación Internacional de Sociedades de la Cruz Roja y de la Media Luna Roja - IFRC
- y las Sociedades Nacionales de la Cruz Roja y la Media Luna Roja.

Actualmente existen 192 sociedades nacionales en todo el mundo y se encuentran unidas bajo la Federación Internacional de la Cruz Roja y la Media Luna Roja (IFRC).
Cada Sociedad Nacional, en su respectivo país, debe de adoptar uno solo de los emblemas, no pudiendo utilizarse dos por una misma Sociedad. El uso del emblema de la Cruz Roja y la Media Luna Roja está reservado sólo para la Federación, e igualmente el uso del emblema del Cristal Rojo. El Emblema del León y Sol Rojo se encuentra en desuso en la actualidad. 

## Organización y actuaciones de la Sociedades Nacionales
Los campos de actuación de las Sociedades de Cruz Roja y de la Media Luna Roja abarcan distintas áreas dependiendo de las necesidades de cada país. Con carácter general, sus principales programas van desde primeros auxilios con puestos de socorro terrestres y marítimos, pasando por la atención a los sectores de la población más necesitados, como ayuda domiciliaria, inmigración, programas de salud, medio ambiente, ayuda humanitaria internacional, igualdad, servicios sociales. 
Dentro de la Cruz Roja existe un Organismo juvenil, denominado "Juventud", que es la encargada de trabajar con los sectores de población más jóvenes, con programas de promoción de hábitos saludables, desarrollo medioambiental, igualdad de género, entre otros.

Sociedad de Cruz Roja
Sociedad de la Media Luna Roja
Sociedad del Cristal Rojo (en Israel, Magen David Adom)

### Sociedades de la Cruz Roja en España e Hispanoamérica
- Cruz Roja Cubana
- Cruz Roja Boliviana
- Cruz Roja Española
- Cruz Roja Juventud España
- Sitio regional de la Cruz Roja de América Latina
- Cruz Roja Venezolana
- Cruz Roja Colombiana
- Cruz Roja Argentina
- Cruz Roja Mexicana
- Cruz Roja Costarricense
- Cruz Roja Chilena
- Cruz Roja Ecuatoriana
- Cruz Roja Boliviana
- Cruz Roja Salvadoreña
- Cruz Roja Guatemalteca
- Cruz Roja Nicaragüense
- Cruz Roja Paraguaya Archivado el 17 de abril de 2009 en Wayback Machine.
- Cruz Roja Uruguaya
- Cruz Roja Hondureña
- Cruz Roja Panameña
- Cruz Roja Peruana
- Cruz Roja Dominicana (BARAHONA)

### Otros enlaces de la Cruz Roja
- Comité Internacional de la Cruz Roja
- Federación Internacional de la Cruz Roja y Media Luna Roja